# Miremont (Górna Garonna)
Miremont – miejscowość i gmina we Francji, w regionie Oksytania, w departamencie Górna Garonna.
Według danych z 1990 r. gminę zamieszkiwało 1217 osób, a gęstość zaludnienia wynosiła 54 osób/km² (wśród 3020 gmin regionu Midi-Pireneje Miremont plasuje się na 283. miejscu pod względem liczby ludności, natomiast pod względem powierzchni na miejscu 484.).